# Ise monogatari
Ise monogatari (jap. 伊勢物語; Opowieści z Ise) – japoński utwór literacki z gatunku uta-monogatari, powstały w okresie Heian. Jest to zbiór 205 poezji w stylu tanka, obudowanych 143 opowiastkami opisującymi okoliczności ich powstania.

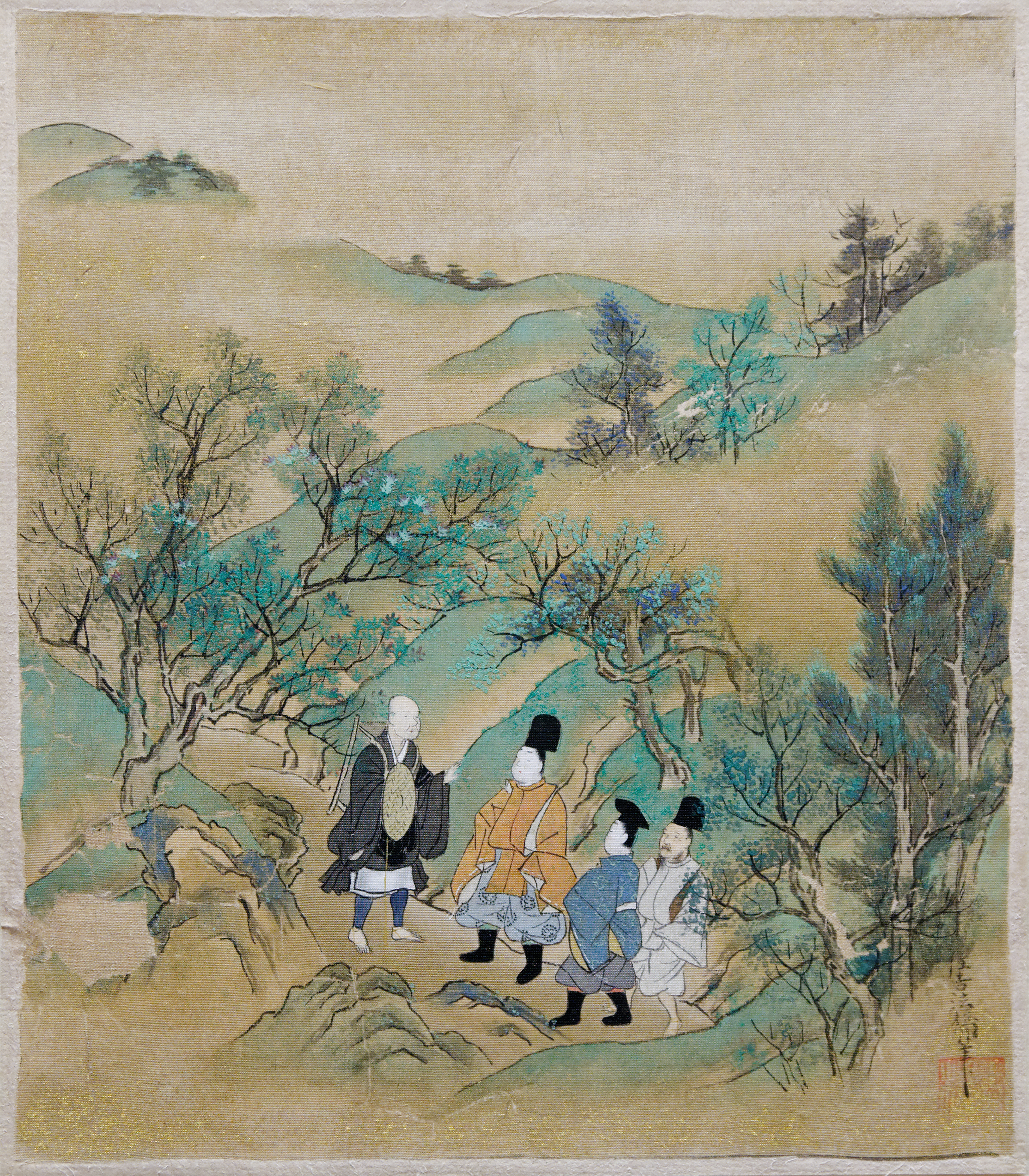
Ilustracja do jednego z opowiadań z Ise monogatari, mal. Jokei Sumiyoshi (1599–1670)

Zbiór powstał około 980 roku, jego najstarsza zachowana wersja pochodzi jednak z przełomu XII i XIII wieku. Zawarte w Ise monogatari opowiadania układają się w – osadzoną co prawda w świecie fikcji – biograficzną opowieść o poecie, identyfikowanym jako Ariwara no Narihira (825–880). Jest on także uznawany tradycyjnie za autora utworu, który w rzeczywistości pozostaje anonimowy, a zawarte w nim poezje wyszły spod ręki różnych autorów. Tematem przewodnim wierszy jest idealistyczny obraz miłości między kobietą a mężczyzną.
Wątki z utworu są obecne w wielu innych, późniejszych dziełach, między innymi w powieści Takekurabe pisarki Ichiyō Higuchi.